# Théodore Maunoir

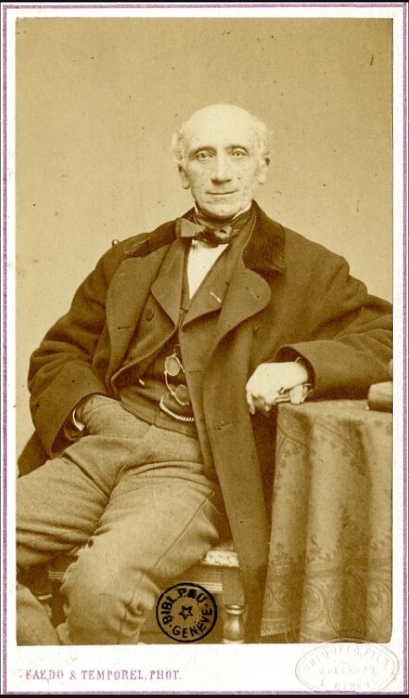
foto sin fecha

Théodore David Eugène Maunoir (1 de junio de 1806 en Ginebra—26 de abril de 1869) fue un cirujano suizo. En 1863, por su experiencia atendiendo los heridos en guerra como cirujano, fue invitado por Henry Dunant y Gustave Moynier, que junto al general del ejército suizo Guillaume-Henri Dufour y Louis Appia, para convertirse en uno de los cinco cofundadores del Comité internacional para la ayuda a los soldados heridos, conocido también como el Comité de los Cinco, que posteriormente dio lugar en 1876 al Comité Internacional de la Cruz Roja. Murió sin embargo seis años después de la fundación del comité, así que su colaboración  apenas ejerció efecto sobre el desarrollo posterior del CICR. Dentro del comité y en la sociedad de Ginebra tuvo una estrecha amistad con el también cirujano Louis Appia.
En Ginebra hay una calle nombrada en su honor, la Rue Maunoir.
- Datos: Q115827
- Multimedia: Théodore Maunoir / Q115827